# Antero de Lucena Ruas
Antero de Lucena Ruas foi um político mineiro. Foi deputado estadual durante a legislatura de 1927 a 1930 e foi prefeito de Pedra Azul por aproximadamente 11 anos. Pertencia ao grupo dos Gorutubanos ou Enopiões, mesmo grupo de Clemente Faria que tinham grande influência em Pedra Azul e no Vale do Jequitinhonha..